# Johan Olof Billdau Stecksén
Johan Olof Billdau Stecksén, född 15 september 1829 i Lund, död 26 februari 1906 i Södertälje, var en svensk generalmajor och bland annat chef för Krigshögskolan.

## Biografi
Johan Stecksén föddes som utomäktenskaplig, men av fadern erkänd, son till Jonas Stecksén, professor i moderna språk vid Lunds universitet, och hans hushållerska Kjersti Ohlsson.
Johan Stecksén tog studenten i Lund 1847 och inriktade sig sedan mot den militära banan. Han blev officer (underlöjtnant) 1851, utexaminerades från Högre artilleriläroverket 1856 och placerades vid Topografiska kåren 1857. Stecksén avancerade till major i armén 1869, överstelöjtnant 1871, överste 1881 och slutligen generalmajor 1892 då han samtidigt gick in i reserven. Johan Stecksén tog avsked med pension 1895.
Johan Stecksén var 1868-73 utbildningsansvarig, med titeln professor, vid Topografiska kåren och blev därefter chef för Generalstabens kommunikationsavdelning 1874-78 efter att den organiserats av Hugo Raab och Topografiska kåren inkorporerats. Steckséns huvuduppgift där blev organiserandet av samarbetet mellan militären och järnvägarna. Han utarbetade 1878-80, i nära samarbete med ledningen för Statens järnvägstrafik, föreskrifter för hur järnvägar vid behov skulle användas för militära syften.
Stecksén var 1878-83 den omorganiserade Krigshögskolans förste chef och utarbetade under generalstabschefen Raab skolans reglementen och stadgar. Därefter avslutade Stecksén sin karriär som avdelningschef för Generalstabens topografiska avdelning 1883-92. Han var även 1889-98 verksam i direktionen för Högre lärarinneseminariet. Detta tillsammans med att han aktivt understödde sin dotters strävanden efter en högre utbildning och i dåtiden ovanliga yrkesval har lett till att man tillskrivit honom en för tiden ovanligt positiv inställning till jämställdhet mellan könen.
Johan Stecksén var gift (1860) med Magdalena Christina Hjertman. I äktenskapet föddes dottern Anna Stecksén.